# Cradle of Fear
Pour plus de détails, voir Fiche technique et Distribution.
Cradle of Fear est un film d'Alex Chandon, réalisé en 2001.

## Synopsis
Kemper un homme descendant de la famille Crowley, enfermé dans un asile psychiatrique, utilise son fils pour commettre des crimes sataniques.

## Fiche Technique
- Réalisateur : Alex Chandon
- Année : 2001
- Origine : Angleterre
- Genre : Épouvante
- Film interdit aux moins de 16 ans en France
- Film interdit aux moins de 18 ans aux États-Unis

## Distribution
- Dani Filth (chanteur du groupe de metal Cradle Of Filth) : fils de Kemper.
- David McEwen : Kemper
- Eileen Daly: Nathalie
- Emily Booth : Melissa
- Stuart Laing : Richard
- Edmund Dehn : Inspecteur Neilson
- Barry Lee-Thomas : Chef inspecteur Roper
- Rebecca Eden : Sophie
- Louie Brownsell : Nick
- Emma Rice : Melissa Forti
- Willie Evans : L'homme de petite taille
- Al Stokes : Le vieil homme
- Sara Kunz : Dr. Ross
- Mark Rathbone : Pringle
- Belinda Harding : Penny
- Anna Haigh : Mary
- Neil Keenan : Thomas
- Barnaby Power : Brian
- Lucille Howe : La mère
- Angela Kay : L'infirmière